# Thiên hoàng Kōkō
Thiên hoàng Quang Hiếu (光孝 Kōkō-tennō | 830 - 26 tháng 8 năm 887) là Thiên hoàng thứ 58 của Nhật Bản theo danh sách kế thừa truyền thống
Koko trị vì từ năm 884 đến năm 887.

## Tường thuật truyền thống
Trước khi lên ngôi, ông có tên cá nhân của mình (imina) là Tokiyatsu (時康親王) hoặc Komatsu-tei. Ông này sau đó cũng được gọi là "Thiên hoàng Komatsu". Điều này dẫn tới Thiên hoàng Go-Komatsu về sau có áp dụng tên gọi này, ông này được gọi là Thiên hoàng Komatsu II.
Tokiyatsu Shinno là con trai thứ ba của Thiên hoàng Ninmyō. Mẹ ông là Fujiwara no Sawako.
Koko có bốn hoàng hậu và 41 người con trai lẫn con gái.

## Lên ngôi
Ngày 4 tháng 2 năm 884, quyền thần Fujiwara no Mototsune lật đổ Thiên hoàng đang trị vì là Yōzei và đưa con trai thứ ba của Ninmyō, lúc này đang làm Thương thư Bộ Lễ kiệm nhiêm Thống đốc tỉnh Hitachi lên ngôi vua.
Ngày 23/3/884, hoàng tử Tokiyatsu chính thức đăng quang ở tuổi 55, lấy hiệu là Thiên hoàng Koko và dùng lại niên hiệu Gangyō (877-885) của cháu mình, đổi thành Gangyō (884-885) nguyên niên.
Năm 885, ông đổi niên hiệu mới là Ninna (885-889).
Vua Bột Hải Minh Tông của vương quốc Bột Hải tiếp tục bang giao với Nhật Bản (đời Thiên hoàng Kōkō).
Triều đại của Koko được đánh dấu bằng sự phục hồi các lễ hội Nhật Bản, ông cũng phục hồi lại tục săn chim ưng vốn có từ thời Thiên hoàng Kanmu.
Tháng 2/886, Thiên hoàng Koko hay lui đến Seri-Gawa để đi săn chim ưng. Ông rất thích săn bắn loài chim này nên thường dành nhiều thời gian cho nó.
Ngày 17 tháng 9 năm 887, Thiên hoàng Koko băng hà ở tuổi 57. Con trai thứ ba của ông sẽ lên ngôi, hiệu là Thiên hoàng Uda.

### Kugyō
- Quan bạch: Fujiwara no Mototsune (藤原基経) (Shōsen-Ko,昭宣公), 836-891.
- Thái Chính đại thần: Fujiwara no Mototsune.
- Tả đại thần: Minamoto no Tōru (源融).
- Hữu đại thần: Minamoto no Masaru (源多).
- Nội đại thần: (không chỉ định)
- Đại nạp ngôn: Fujiwara no Yoshiyo (藤原良世)
- Đại nạp ngôn: Fujiwara no Fuyuo (藤原冬緒)

### Niên hiệu
- Gangyō (元慶 Nguyên Khánh) (877-885)
- Ninna (仁和 Nhân Hòa) (885-889)

## Gia đình
Kōtaigō: Công chúa Hanshi (班子女王) (833-900), con gái của Hoàng tử Nakano (con trai của Hoàng đế Kammu)
- Thân vương Koretada (是 忠 親王) (857-922)
- Thân vương Koresada (是 貞 親王) (? -903)
- Minamoto no Motonaga (源 元 長) (? -883), mất trước khi Thiên hoàng Quang Hiếu kế thừa ngôi vị
- Thân vương Sadami (定省親王) (867-931) (Thiên hoàng Uda)
- Nội thân vương Tadako (忠子内親王) (854-904), kết hôn với Thiên hoàng Seiwa
- Nội thân vương Kanshi (簡子内親王) (? -914), Kết hôn với Thiên hoàng Yōzei
- Nội thân vương Yasuko (綏子内親王) (? -925), Kết hôn với Thiên hoàng Yōzei
- Nội thân vương Ishi (為子内親王) (? -899), Kết hôn với Thiên hoàng Daigo

Nữ ngự: (? -898) Fujiwara no Kamiko (藤原佳美子), con gái của Fujiwara no Mototsune (藤原基経)
Nữ ngự: Taira no Motoko / Toshi (平等子), con gái của Taira no Yoshikaze (平好風)
Nữ ngự: Fujiwara no Motoyoshi (藤原元善), con gái của Fujiwara no Yamakage (藤原山蔭)
Canh y: Shigeno no Naoiko (滋野直子)
- Nội thân vương Shigeko (繁子内親王) (? -916), 23 Saio ở Thần xã Ise 884-887

Canh y: Con gái của Sanuki no Naganao (讃岐永直の娘)
- Minamoto no Motomi (源 旧 鑒) (? -908)

Canh y: Con gái của Fujiwara no Kadomune (藤原門宗の娘)
- Minamoto no Koreshige (源 是 茂) (886-941)

Nhiếp chính: Công chúa Keishin (桂心 女王), con gái của Hoàng tử Masami (正 躬 王)
- Nội thân vương Bokushi (穆子内親王) (? -903), 8 Saiin ở Thần xã Kamo 882-887

Nhiếp chính: Sugawara no Ruishi (菅原類子), con gái của Sugawara no Koreyoshi (菅原是善)
- Minamoto no Junshi (源順子) (875-925), kết hôn với Fujiwara no Tadahira (藤原忠平)

Nhiếp chính: Con gái của tộc Tahi (多治氏の娘)
- Minamoto no Kanshi / Ayako (源緩子/綾子) (? -908)

Phu nhân: Con gái của tộc Fuse (布勢氏の娘)
Shigemizu no Kiyozane (滋水清実), được Thiên hoàng ban tộc hiệu Shigemizu (Shisei Koka, 賜姓 降下) trong năm 886.
- Minamoto no Washi (源和子) (? -947), Kết hôn với Thiên hoàng Daigo
- Minamoto no Reishi (源麗子) (? -?)
- Minamoto no Onshi / Kusuko (源音子/奇子) (? -919)
- Minamoto no Takaiko (源 崇 子) (? -?)
- Minamoto no Renshi / Tsurako (源連子) (? -905)
- Minamoto no Reishi (源礼子) (? -909)
- Minamoto no Saishi (源最子) (? -886)
- Minamoto no Kaishi (源偕子) (? -?)
- Minamoto no Mokushi (源黙子) (? -902)
- Minamoto no Heishi (源並子) (? -906)
- Minamoto no Kenshi (源謙子) (? -924)
- Minamoto no Shinshi (源深子) (? -917)
- Minamoto no Shushi (源周子) (? -912)
- Minamoto no Mitsuko (源 密 子) (? -?)
- Minamoto no Kaishi (源快子) (? -910)
- Minamoto no Zenshi (源善子) (? -?)